# Bröthen/Michalken

Bröthen/Michalken aus der Luft

Bröthen/Michalken, obersorbisch Brětnja/Michałkiⓘ, ist ein Ortsteil der Stadt Hoyerswerda in der sächsischen Lausitz. Mit 1406 Einwohnern (Stand: 31. Dezember 2015) ist Bröthen/Michalken der bevölkerungsreichste der fünf Ortsteile der Stadt und zählt zum offiziellen sorbischen Siedlungsgebiet in der Oberlausitz.
Der Ortsteil besteht aus den Orten Bröthen und Michalken, die seit 1950 die Gemeinde Bröthen bildeten, die zum 1. Juli 1993 nach Hoyerswerda eingemeindet wurde. Im Jahr 1908 wurde der gemeinsame Spritzenverband von Bröthen und Michalken gegründet, der erste organisierte Vorläufer der späteren Freiwilligen Feuerwehr Bröthen.
Bröthen/Michalken ist bekannt für die Wassermühle Metaschk und das Dubringer Moor.